# 266051 Hannawieser
266051 Hannawieser este un asteroid din centura principală de asteroizi.

## Descriere
266051 Hannawieser este un asteroid din centura principală de asteroizi. A fost descoperit pe 1 iulie 2006 la Winterthour de Markus Griesser. Asteroidul prezintă o orbită caracterizată de o semiaxă mare de 3,16 ua, o excentricitate de 0,22 și o înclinație de 26,1° în raport cu ecliptica.